# Chèvre (Wein)

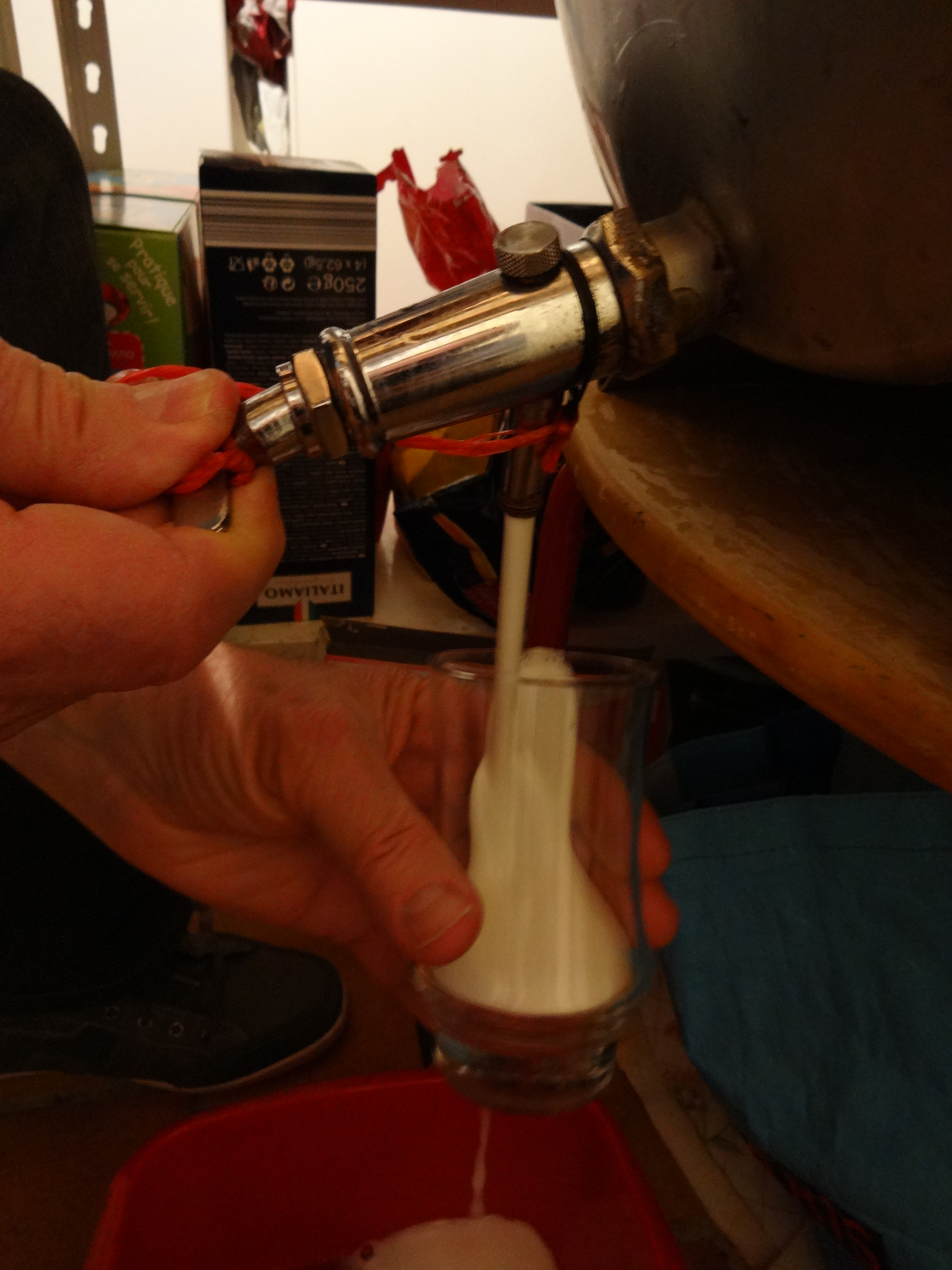
Ausschank in ein Glas

Chèvre (franz. für Ziege), auch Bauernschampus (französisch Le champagne des paysans), ist ein alkoholhaltiges Getränk auf Basis von Wein, das in Teilen der drei Schweizer Kantone Genf, Waadt und Wallis hergestellt wird. Südlich davon im französischen Savoie gibt es eine ähnliche Herstellungsweise.
Chèvre wird aus Traubenmost, hier Moût genannt, angesetzt. Im Wallis soll statt Wein auch Apfelmost Verwendung finden. Dieser „Sauser“ wird zusammen mit einigen Vanillestangen, etwas Reismehl und etwas Traubenzucker in 20-Liter-Fässer gefüllt, verrührt und fest verschlossen. Einige Winzer geben auch noch bis zu einer halben Flasche Kirsch hinzu. Jede Familie kann davon abweichende Ingredienzien verwenden. Nach frühestens einem Monat, in der Regel zu Weihnachten, wird das stark schäumende Getränk ausgeschenkt.
Die Holzfässer müssen einen sehr hohen Druck von bis zu 6 bar aushalten. Sie sind daher besonders stabil mit extra verstärkten Stahlbändern gebaut und mit einem robusteren Hahn ausgestattet. Alternativ wird auch rostfreier Stahl verwendet. Im Geschmack erinnert das Getränk an Cocktails. Es wird als sehr fruchtig, luftig und nach herber Traube schmeckend beschrieben. Auch die Anklänge von Vanille und Kirsch sind wahrnehmbar. Die Stahlfass-gelagerten Chèvres sind dagegen strahliger und weniger differenziert.
Die Etymologie ist umstritten. Man vermutet entweder das weiss-schaumige Ausströmen aus dem Fass und die lange Schaumbildung im Glas mit extrem kleinen Kohlendioxidbläschen, das vom Aussehen her an Ziegenmilch erinnert, oder das Geräusch beim Öffnen des Fassventils und beim Einströmen in das Glas, das sich wie das Geräusch beim Melken anhört, wenn Ziegenmilch in den Melkeimer spritzt.
Die Herstellung wird staatlicherseits nicht kontrolliert; das Produkt ist nicht als Schaumwein klassifiziert und darf daher nicht in den Verkehr gelangen. Es ist ausschliesslich für den Eigenverbrauch gedacht. Schon über Generationen ist die Herstellung in dieser Weise belegt. Auch wenn sie nur eine Randerscheinung im Winzerbetrieb ist, gilt sie doch als regionales, immaterielles Kulturgut.